# Preacher Roe
Preacher Roe, właśc. Elwin Charles Roe (ur. 26 lutego 1916, zm. 9 lutego 2008) – amerykański baseballista, który występował na pozycji miotacza.
W 1938 podpisał kontrakt z St. Louis Cardinals, w którym zadebiutował 22 sierpnia 1938 w meczu z Cincinnati Reds i był to jego jedyny występ w sezonie. Następne pięć lat spędził w klubach farmerskich tego zespołu, w Rochester Red Wings i Columbus Red Birds. We wrześniu 1943 w ramach wymiany zawodników przeszedł do Pittsburgh Pirates. W 1945 po raz pierwszy został wybrany do All-Star Game, jednak mecz został odwołany z powodu ograniczeń podróży po USA podczas II wojny światowej.
W grudniu 1947 przeszedł do Brooklyn Dodgers z inicjatywy Brancha Rickeya, menadżera generalnego klubu, który pełnił tę funkcję w St. Louis Cardinals podczas debiutu Roe w tym zespole. W sezonie 1951 dwukrotnie zanotował serię przynajmniej 10 wygranych z rzędu, kończąc sezon z bilansem W-L 22–3; wcześniej dokonali tego Walter Johnson z Washington Senators w 1913 i Dave Ferriss z Boston Red Sox w 1946. Karierę zawodniczą zakończył w 1954 roku.
| Nagroda/wyróżnienie | Lata                         | Źródło |
| 5× All-Star         | 1945, 1949, 1950, 1951, 1952 | [ 1 ]  |